# Can't Be Tamed
Can't Be Tamed là album phòng thu thứ ba của ca sĩ người Mỹ  Miley Cyrus, phát hành ngày 18 tháng 6 năm 2010, bởi Hollywood Records. Đây là album cuối cùng của nữ ca sĩ với hãng đĩa, trước khi cô ký hợp đồng với RCA Records vào đầu năm 2013. Cyrus bắt đầu sáng tác và thu âm cho dự án vào cuối năm 2009, trong lúc thực hiện chuyến lưu diễn Wonder World Tour, và hoàn thiện vào đầu năm 2010. Được nữ ca sĩ mô tả là "[bản thu âm] hay để mở trong xe hơi", Can't Be Tamed đánh dấu sự thay đổi về mặt âm nhạc so với những tác phẩm trước của cô, sau khi cô thừa nhận không còn hứng thú với phong cách từng theo đuổi. Những nỗ lực đã tạo nên một album mang hơi hướng dance-pop, được hãng đĩa của Cyrus thừa nhận là khác với kế hoạch ban đầu cho dự án. Nội dung ca từ của đĩa nhạc chủ yếu xoay quanh việc thoát khỏi những ràng buộc và kỳ vọng, với phần lớn được đặt trong bối cảnh những mối quan hệ lãng mạn. Hầu hết album được sản xuất bởi Rock Mafia và John Shanks. 
Cyrus đồng sáng tác tất cả những bài hát trong Can't Be Tamed, ngoại trừ bản hát lại "Every Rose Has Its Thorn" của ban nhạc Poison. Sau khi phát hành, album nhận được những đánh giá trái chiều từ các nhà phê bình âm nhạc, chủ yếu nhắm vào khâu âm nhạc thiếu chỉn chu và việc xây dựng hình ảnh đang trưởng thành của Cyrus kém hiệu quả, bên cạnh những chỉ trích xoay quanh giọng hát bị xử lý quá mức và thiếu chiều sâu cảm xúc của cô. Tuy nhiên, Can't Be Tamed vẫn gặt hái những thành công lớn về mặt thương mại, đứng đầu các bảng xếp hạng tại Tây Ban Nha và Bồ Đào Nha, đồng thời lọt vào top 10 ở nhiều thị trường lớn, bao gồm vươn đến top 5 tại Úc, Áo, Canada, Đức, Ireland, Ý, New Zealand và Thụy Sĩ. Album ra mắt ở vị trí thứ ba trên bảng xếp hạng Billboard 200 tại Hoa Kỳ với 102,000 bản được tiêu thụ trong tuần đầu, một thành tích kém xa những tác phẩm trước của Cyrus và trở thành album phòng thu đầu tiên của cô không đạt ngôi vị quán quân.
Hai đĩa đơn đã được phát hành từ Can't Be Tamed. Bài hát chủ đề cùng tên được chọn làm đĩa đơn mở đường, đạt vị trí thứ tám trên bảng xếp hạng Billboard Hot 100 và tiếp nhận những thành công tương đối trên toàn thế giới. "Who Owns My Heart" được phát hành làm đĩa đơn thứ hai, nhưng chỉ giới hạn tại Đức. Để quảng bá album, Cyrus xuất hiện và trình diễn trên nhiều chương trình truyền hình và lễ trao giải lớn, như Dancing with the Stars, Good Morning America, Late Show with David Letterman, Wetten, dass..? và giải thưởng Âm nhạc Mỹ năm 2010. Ngoài ra, cô cũng tiến hành chuyến lưu diễn Gypsy Heart Tour với 21 đêm diễn và đi qua Mỹ Latinh, Úc và Philippines. Những video ca nhạc và hoạt động quảng bá cho Can't Be Tamed đánh dấu hình tượng ngày càng khiêu khích của Cyrus, khác với hình ảnh trong loạt phim sitcom cô thủ vai chính Hannah Montana. Nữ ca sĩ tiếp tục theo đuổi hình tượng này khi gia nhập RCA Records và ra mắt album phòng thu thứ tư của cô Bangerz (2013).

## Danh sách bài hát
Thành phần thực hiện được trích từ ghi chú của Can't Be Tamed.
| Can't Be Tamed – Phiên bản tiêu chuẩn | Can't Be Tamed – Phiên bản tiêu chuẩn | Can't Be Tamed – Phiên bản tiêu chuẩn                                                    | Can't Be Tamed – Phiên bản tiêu chuẩn | Can't Be Tamed – Phiên bản tiêu chuẩn |
| STT                                   | Nhan đề                               | Sáng tác                                                                                 | Sản xuất                              | Thời lượng                            |
| ------------------------------------- | ------------------------------------- | ---------------------------------------------------------------------------------------- | ------------------------------------- | ------------------------------------- |
| 1.                                    | "Liberty Walk"                        | Miley Cyrus Antonina Armato Tim James Nicholas J. Scapa John Read Fasse Michael McGinnis | Rock Mafia Devrim Karaoglu [a]        | 4:06                                  |
| 2.                                    | "Who Owns My Heart"                   | Cyrus Armato James Karaoglu                                                              | Rock Mafia                            | 3:35                                  |
| 3.                                    | "Can't Be Tamed"                      | Cyrus Armato James Marek Pompetzki Paul NZA                                              | Rock Mafia Karaoglu [a] Pompetzki [a] | 2:48                                  |
| 4.                                    | "Every Rose Has Its Thorn"            | Bret Michaels Rikki Rockett Bobby Dall C.C. DeVille                                      | Rock Mafia                            | 3:48                                  |
| 5.                                    | "Two More Lonely People"              | Cyrus Kevin Kadish Brandon Jane Angie Aparo Armato                                       | Rock Mafia                            | 3:10                                  |
| 6.                                    | "Forgiveness and Love"                | Cyrus Armato James Adam Schmalholz                                                       | Rock Mafia                            | 3:28                                  |
| 7.                                    | "Permanent December"                  | Cyrus John Shanks Claude Kelly                                                           | Shanks                                | 3:38                                  |
| 8.                                    | "Stay"                                | Cyrus Shanks                                                                             | Shanks                                | 4:22                                  |
| 9.                                    | "Scars"                               | Cyrus Shanks                                                                             | Shanks                                | 3:42                                  |
| 10.                                   | "Take Me Along"                       | Cyrus Shanks                                                                             | Shanks                                | 4:09                                  |
| 11.                                   | "Robot"                               | Cyrus Shanks                                                                             | Shanks                                | 3:43                                  |
| 12.                                   | "My Heart Beats for Love"             | Cyrus Shanks Hillary Lindsey Gordie Sampson                                              | Shanks                                | 3:43                                  |
| Tổng thời lượng:                      | Tổng thời lượng:                      | Tổng thời lượng:                                                                         | Tổng thời lượng:                      | 44:15                                 |

| Can't Be Tamed – Bản nhạc bổ sung trên iTunes Store | Can't Be Tamed – Bản nhạc bổ sung trên iTunes Store       | Can't Be Tamed – Bản nhạc bổ sung trên iTunes Store |
| STT                                                 | Nhan đề                                                   | Thời lượng                                          |
| --------------------------------------------------- | --------------------------------------------------------- | --------------------------------------------------- |
| 13.                                                 | "Can't Be Tamed" (Rockangeles Remix; hợp tác với Lil Jon) | 4:00                                                |
| Tổng thời lượng:                                    | Tổng thời lượng:                                          | 48:15                                               |

| Can't Be Tamed – Phiên bản tại Nhật Bản và Vương quốc Anh (DVD kèm theo) | Can't Be Tamed – Phiên bản tại Nhật Bản và Vương quốc Anh (DVD kèm theo) | Can't Be Tamed – Phiên bản tại Nhật Bản và Vương quốc Anh (DVD kèm theo) |
| STT                                                                      | Nhan đề                                                                  | Thời lượng                                                               |
| ------------------------------------------------------------------------ | ------------------------------------------------------------------------ | ------------------------------------------------------------------------ |
| 1.                                                                       | "Can't Be Tamed" (hậu trường video ca nhạc)                              |                                                                          |
| 2.                                                                       | "Fly on the Wall" (Trực tiếp tại O2)                                     |                                                                          |
| 3.                                                                       | "Start All Over" (Trực tiếp tại O2)                                      |                                                                          |
| 4.                                                                       | "Can't Be Tamed" (video ca nhạc)                                         |                                                                          |
| 5.                                                                       | "Who Owns My Heart" (video ca nhạc; độc quyền tại Nhật Bản)              |                                                                          |
| 6.                                                                       | "Miley Hearts London"                                                    |                                                                          |

Ghi chú
^a  nghĩa là đồng sản xuất

## Miley Cyrus: Live from London
Miley Cyrus: Live from London là album video đầu tiên của ca sĩ người Mỹ Miley Cyrus, được phát hành kèm với phiên bản cao cấp của Can't Be Tamed. Album ghi lại buổi diễn của Cyrus tại The O2 Arena, Vương quốc Anh trong chuyến lưu diễn Wonder World Tour, vào các ngày 13, 14, 19, 20 và 29 tháng 12 năm 2009.

### Danh sách bài hát
| DVD | DVD                                           | DVD        |
| STT | Nhan đề                                       | Thời lượng |
| --- | --------------------------------------------- | ---------- |
| 1.  | "Hello London / Wanna Hear My Fingers Crack?" |            |
| 2.  | "Breakout"                                    |            |
| 3.  | "Start All Over"                              |            |
| 4.  | "7 Things"                                    |            |
| 5.  | "Kicking and Screaming"                       |            |
| 6.  | "It's More About the Music Here"              |            |
| 7.  | "Bottom of the Ocean"                         |            |
| 8.  | "You Have to Buy It"                          |            |
| 9.  | "Fly on the Wall"                             |            |
| 10. | "Let's Get Crazy"                             |            |
| 11. | "Hoedown Throwdown"                           |            |
| 12. | "Not Sure if the Queen Jams Out"              |            |
| 13. | "These Four Walls"                            |            |
| 14. | "I Don't Do Hats"                             |            |
| 15. | "When I Look at You"                          |            |
| 16. | "Obsessed"                                    |            |
| 17. | "The Show Can't Go On / Back Stage at the O2" |            |
| 18. | "Spotlight"                                   |            |
| 19. | "G.N.O. (Girl's Night Out)"                   |            |
| 20. | "I Love Rock 'n' Roll"                        |            |
| 21. | "Party in the U.S.A."                         |            |
| 22. | "Hovering" (hợp tác với Trace Cyrus)          |            |
| 23. | "This Is How We Roll"                         |            |
| 24. | "Simple Song"                                 |            |
| 25. | "See You Again"                               |            |
| 26. | "The Climb"                                   |            |
| 27. | "Thành phần thực hiện"                        |            |

## Xếp hạng
| Bảng xếp hạng (2010)                     | Vị trí cao nhất |
| ---------------------------------------- | --------------- |
| Album Úc (ARIA)                          | 4               |
| Album Áo (Ö3 Austria)                    | 2               |
| Album Bỉ (Ultratop Vlaanderen)           | 8               |
| Album Bỉ (Ultratop Wallonie)             | 7               |
| Album Canada (Billboard)                 | 2               |
| Album Đan Mạch (Hitlisten)               | 25              |
| Album Hà Lan (Album Top 100)             | 31              |
| Album Châu Âu (Billboard)                | 2               |
| Album Phần Lan (Suomen virallinen lista) | 41              |
| Album Pháp (SNEP)                        | 13              |
| Album Đức (Offizielle Top 100)           | 4               |
| Album Hy Lạp (IFPI)                      | 3               |
| Album Hungaria (MAHASZ)                  | 10              |
| Album Ireland (IRMA)                     | 5               |
| Album Ý (FIMI)                           | 4               |
| Album Nhật Bản (Oricon)                  | 8               |
| Album México (Top 100 Mexico)            | 10              |
| Album New Zealand (RMNZ)                 | 2               |
| Album Na Uy (VG-lista)                   | 8               |
| Album Bồ Đào Nha (AFP)                   | 1               |
| Album Nam Phi (RiSA)                     | 14              |
| Album Tây Ban Nha (PROMUSICAE)           | 1               |
| Album Thụy Điển (Sverigetopplistan)      | 21              |
| Album Thụy Sĩ (Schweizer Hitparade)      | 3               |
| Album Anh Quốc (OCC)                     | 8               |
| Album Hoa Kỳ Billboard 200               | 3               |

| Bảng xếp hạng (2010)           | Vị trí |
| ------------------------------ | ------ |
| Album Áo (Ö3 Austria)          | 75     |
| Album Châu Âu (Billboard)      | 70     |
| Album Pháp (SNEP)              | 172    |
| Album Đức (Offizielle Top 100) | 99     |
| Album Hungaria (MAHASZ)        | 68     |
| Hoa Kỳ Billboard 200           | 130    |

## Chứng nhận
| Quốc gia | Chứng nhận | Số đơn vị/doanh số chứng nhận |
| --- | ---------- | ----------------------------- |
| Úc (ARIA) | Vàng       | 35.000^                       |
| Brasil (Pro-Música Brasil) | Bạch kim   | 40.000*                       |
| Philippines (PARI) | Bạch kim   | 7.500*                        |
| Ba Lan (ZPAV) | Vàng       | 10.000*                       |
| Bồ Đào Nha (AFP) | Vàng       | 10.000^                       |
| Anh Quốc (BPI) | Bạc        | 60.000^                       |
| Hoa Kỳ (RIAA) | Vàng       | 500.000‡                      |
| * Chứng nhận dựa theo doanh số tiêu thụ. ^ Chứng nhận dựa theo doanh số nhập hàng. ‡ Chứng nhận dựa theo doanh số tiêu thụ và phát trực tuyến. |            |                               |

## Lịch sử phát hành
| Khu vực        | Ngày             | Định dạng      | Phiên bản          | Hãng đĩa        | Ct.    |
| -------------- | ---------------- | -------------- | ------------------ | --------------- | ------ |
| Đức            | 18 tháng 6, 2010 | CD tải nhạc số | Tiêu chuẩn cao cáp | Universal Music | [ 47 ] |
| Vương quốc Anh | 21 tháng 6, 2010 | CD tải nhạc số | Tiêu chuẩn cao cáp | Polydor         | [ 4 ]  |
| Hoa Kỳ         | 21 tháng 6, 2010 | CD tải nhạc số | Tiêu chuẩn cao cáp | Hollywood       | [ 3 ]  |
| Nhật Bản       | 23 tháng 6, 2010 | CD tải nhạc số | Tiêu chuẩn cao cáp | Avex            | [ 48 ] |